# 一円硬貨

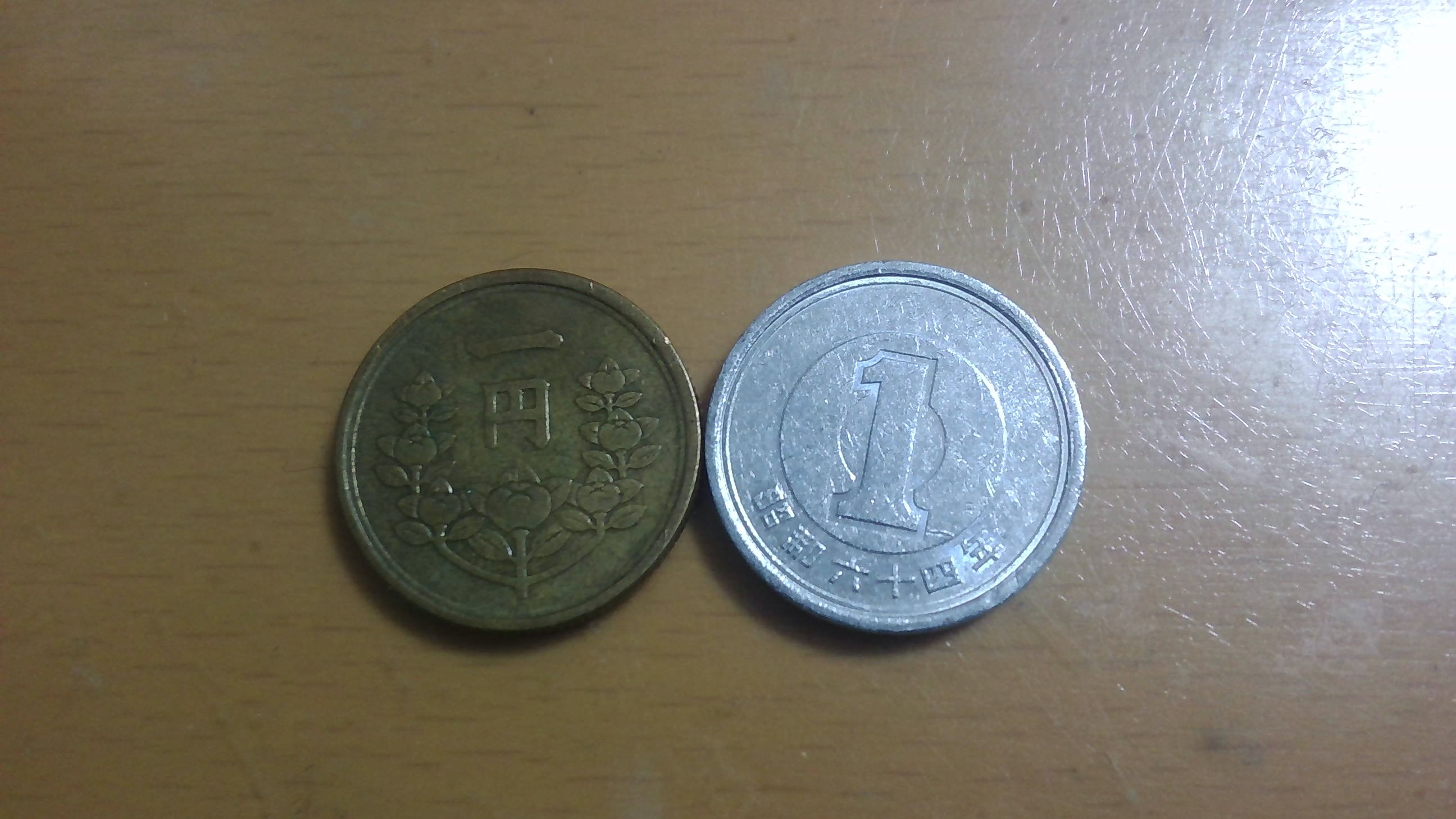
左から1円黄銅貨幣(昭和25年、現在通用停止)、1円アルミニウム貨幣(昭和64年)

一円硬貨（いちえんこうか）は、日本国政府（財務省）が発行する、額面1円の硬貨である。通称一円玉（いちえんだま）。一円貨、一円貨幣とも呼ばれる。
一円硬貨としては、明治期に新貨条例の下で本位貨幣として発行された金貨と銀貨、戦後に臨時補助貨幣として発行された黄銅貨もあるが（#過去の一円硬貨参照）、現在法定通貨として有効な一円硬貨は1955年（昭和30年）に発行を開始した一円アルミニウム貨のみである。本項では、この一円アルミニウム貨を中心に扱い、歴代の一円硬貨についても触れる。

## 概要
額面1円の硬貨としては明治期に新貨条例の下で本位貨幣として発行された一圓金貨と一圓銀貨、戦後に臨時補助貨幣として発行された一円黄銅貨と一円アルミニウム貨がある。

### 本位貨幣
1871年（明治4年）に制定された新貨条例で幣制を金本位制と定めて貨幣単位を「円」とし、本位貨幣かつ「円」の原貨として一圓金貨と、対外貿易の決済専用の貨幣として一圓銀貨が定められた。だが、準備金が不十分で一圓金貨の造幣が進まず、一方で主にアジア圏での交易に貿易銀が広く用いられるのを背景に一圓銀貨が国内にも流通し、1878年（明治11年）に国内でも無制限に通用する強制通用力が付与され、実質的に銀本位制となった。日清戦争で得た賠償金を準備金として1897年（明治30年）に施行された貨幣法で改めて金本位制を確立した。その時に金平価を半減し（新平価）、一圓金貨は倍の2円として通用させると同時に、一圓銀貨の国内での流通を禁止した。なお、新平価において一圓=0.75gの金を用いた硬貨は小さすぎて流通不便のため発行されなかった。額面1円の法定通貨としては、題号を「日本銀行兌換銀券」とする改造一円券が実質的な不換紙幣として発行され続けた。
1942年（昭和17年）に制定された日本銀行法で金兌換が廃止されたが、貨幣法の規定の下で飽くまでも2円で通用する金貨として存続し、1988年（昭和63年）の通貨の単位及び貨幣の発行等に関する法律を以て失効した。
金兌換廃止以降は、額面1円の通貨として、前述の改造一円券の発行がしばらく継続され、1943年（昭和18年）12月に不換紙幣であるい一円券が発行された。

### 臨時補助貨幣
戦後の新円切替で額面1円の通貨として一円紙幣のA一円券が発行された。インフレの進行に伴いかつては本位金貨が充てられた1円という金額も日常生活の中で扱う小さな金額となっていった。
1938年（昭和13年）に戦時の時限法として制定された臨時通貨法は、銭単位の臨時補助貨幣を規定していたが、期限を撤廃して終戦後も存続し、1948年（昭和23年）の改正で1円並びに5円の貨種を追加し、同年に一円黄銅貨が臨時補助貨幣として発行された。だが、戦後のインフレで素材の高騰に伴い鋳潰される可能性が出てきたため、1950年（昭和25年）に製造終了し、小額通貨の整理及び支払金の端数計算に関する法律により銭・厘単位の通貨廃止と合わせて1953年（昭和28年）末を以て廃止された。

#### アルミニウム貨
素材をアルミニウムに替えて1955年（昭和30年）に臨時通貨法の下で臨時補助貨幣としてアルミニウム貨を発行開始した。
アルミニウム貨発行開始後暫くは一円紙幣のA一円券も並行して発行されていたが、1958年（昭和33年）を以て紙幣の支払いが停止し、以後発行される額面1円の通貨は本硬貨のみとなった。
1988年（昭和63年）4月の通貨の単位及び貨幣の発行等に関する法律施行後は「貨幣」と見なされ、引き続き法定通貨として有効であり、造幣・発行が継続されている。
日本の通貨として最小額の硬貨だが、市中で不自由なく流通している。キャッシュレス決済の普及に伴い需要が減っており、近年はミントセット向けの生産に留まる。また、金融機関での出入金や両替では手数料が要求されることがある。
通貨の単位及び貨幣の発行等に関する法律第7条に基づき、一度の取引において強制通用力を有するのは20枚（20円）までである。21枚以上の使用については受け取り側は拒否することができ、その場合には支払い側が受け取るように強いることは出来ないが、双方の合意の上で使用するには差し支えない。なお、税務署での納税等公金の支払いに際しては使用枚数に制限はない。

## 一円アルミニウム貨
1955年（昭和30年）6月1日に発行開始し、2024年（令和6年）現在も発行中である。純アルミニウム製であり、日本で発行中の6種類の通常硬貨の中で素材に銅が含まれない唯一の硬貨である。また発行中の、そして法定通貨として有効な日本の硬貨の中で額面が最小であり、現在の日本における現金の最小単位の硬貨となっている。
表面には中央に「若木」、上辺に「日本国」、下辺に漢数字の「一円」が配され、裏面には円を背景にアラビア数字の「1」と下辺に製造年がデザインされている。表面の若木に描かれている葉の数は8枚である。図柄の若木は日本が伸び行く姿を象徴したもので、デザインのモデル樹種は特になく、特定のモデルがないからこそ却ってどの木にも通じる、という考え方である。なおこの表裏は造幣局での便宜的な区別で、明治時代の硬貨と異なり法律上の表裏の規定はない。
日本で発行中の6種類の通常硬貨のうち、デザインが一般公募によって決定された唯一の硬貨である。
一円硬貨の質量は、1.0グラム (g) である。

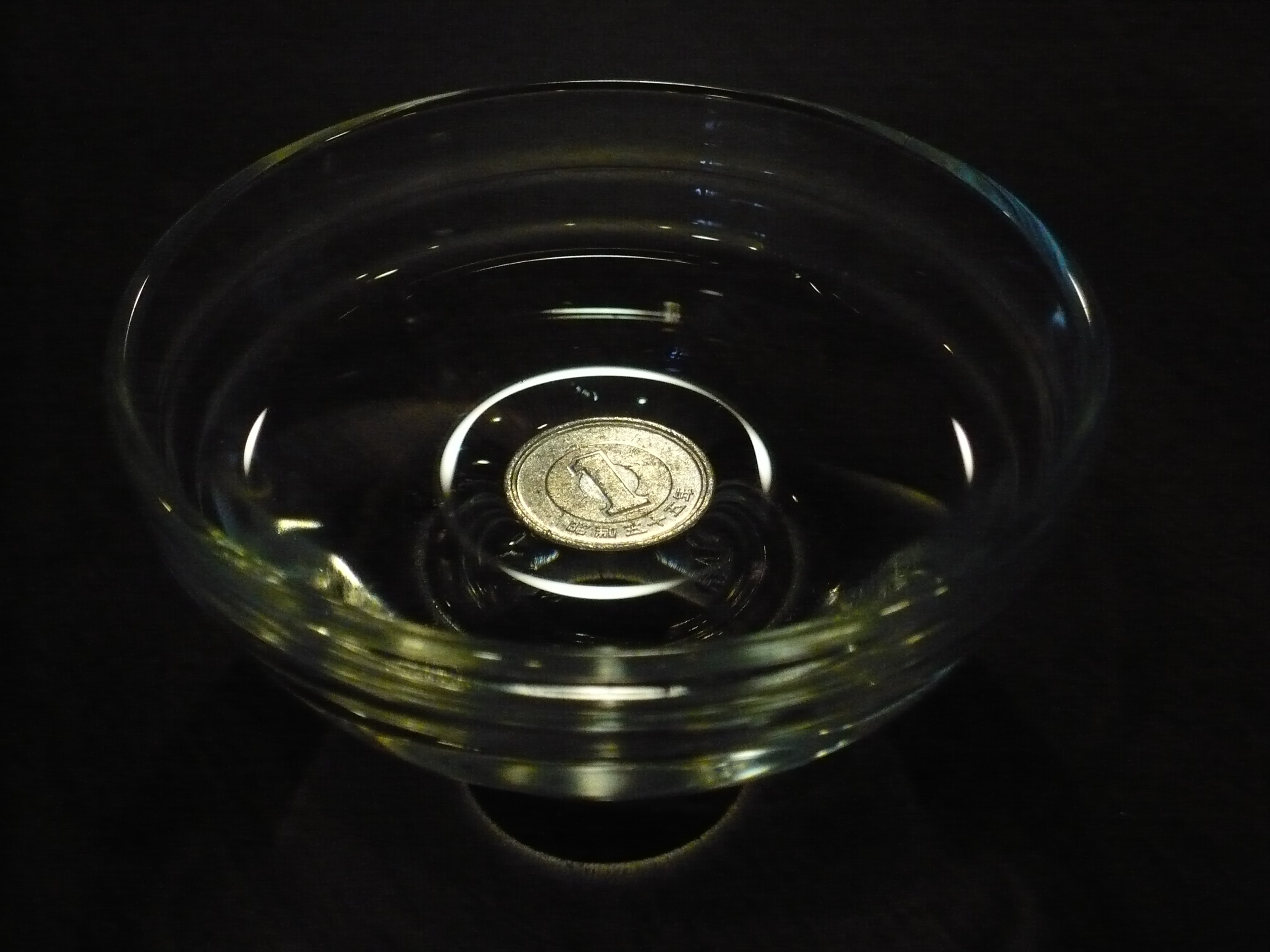
水に浮く1円硬貨

純アルミニウムである一円硬貨の比重は2.7で水より重いが、乾いた一円硬貨を水面に対して平らになるように静かに置くと、一円硬貨にかかる浮力と表面張力が一円硬貨の重量と釣り合うため水に浮く。水に界面活性剤を加えて表面張力を下げた場合や、水より表面張力の低い液体では沈む。

### 製造
素材となるアルミニウム地金は2021年（令和3年）9月現在で1キログラム当たり377円で推移し、アルミニウム地金として見た価値は1枚あたり約38銭となる。2009年（平成21年）初めに造幣局が民間から調達した一円硬貨用アルミ円形（）4200万枚の調達価格は3352万円とされ、金属材料の円形としては1枚あたり約80銭となる。
一円硬貨1枚を製造するのにかかるコストは額面以上であり、2015年（平成27年）現在、約3円かかるとされる。また政府による貨幣発行益は2003年（平成15年）当時で1枚当り13円の赤字とされる。なお、五円硬貨や十円硬貨も同様に、硬貨に使われる素材の金属の価値は額面より低いが、製造コストは額面以上となっている。
世界の国々を見ても、現金の最小単位やそれに近い硬貨については、額面以上の製造コストがかかっている場合も多く、例えば米国の1セント硬貨や欧州連合の1ユーロセント硬貨などが該当する。歴史的には、江戸時代の日本でも寛永通宝鉄一文銭については、安政年間の頃に鋳造に4文の費用がかかるなど、額面以上の製造コストがかかることがあり、寛永通宝鉄四文銭も同様に鋳造に関して損失が発生していた。
造幣局で製造されてから日本銀行に納入される際や、日本銀行での整理の際に用いられる麻袋については、一円硬貨は1袋に5000枚（金額5000円、正味重量5kg）詰められ、封緘の色は白色となっている。これは硬貨の大きさ・重さから他の日本の通常硬貨に比べて多い枚数となっているが、それでも日本の通常硬貨の麻袋の中で重量が最も軽い。なお、日本銀行による整理においては、一円硬貨の表記集計票の貨種表示には黒色が用いられる。一円硬貨以外については表記集計票の貨種表示には封緘と同じ色が用いられる。

### 流通状況
市中の対面での取引では不自由なく使用できる。また、銀行店舗内のATM、商店の自動釣銭機、現金対応のセルフレジ、ガソリンスタンドの給油機などでは五円硬貨とともに一円硬貨も使用可能である。一方で、日本の市中の街角に置かれる一般的な自動販売機や鉄道駅の券売機では五円硬貨や一円硬貨は使用できず、使用可能な最小額面の硬貨は十円硬貨となっている。
世界では、日本の一円硬貨に相当する程度の小額硬貨は廃止されたり、その程度の釣り銭は国によっては相当額の飴玉や封筒、爪楊枝などの現物で代用されたりすることも多い中、日本では昭和30年代に一円硬貨が不足した折にガムや金券で代用されたことがあるが、市中では不自由なく流通している。
ただ、需要減少により1999年（平成11年）以降新規製造枚数は著しく減少し、2015年（平成27年）を最後に流通用硬貨の製造も中止されており、市中での流通量も漸減傾向にある。近年ではキャッシュレス社会の進展や造幣費用の負担、また、預貯金の預け入れや両替に手数料がかかる状況、先進諸国の小額硬貨廃止の状況から、日本でも一円硬貨の廃止論がしばしば取り沙汰される（1セント硬貨 (アメリカ合衆国)#硬貨存廃を巡る議論およびユーロ硬貨#小額硬貨も参照）。
2021年（令和3年）2月25日には衆議院予算委員会分科会で、立憲民主党政調会長の泉健太が、一円硬貨と五円硬貨の廃止を財務大臣麻生太郎に提案したが、麻生太郎は「小額の取引を中心に需要はあるので直ちに廃止する考えはない」とした。

### 歴史
1955年（昭和30年）に一円硬貨と五十円硬貨が発行されることとなり、前年の1954年（昭和29年）に、この一円アルミニウム貨と五十円ニッケル貨のデザインが第二次世界大戦後初めて一般公募された。40日間の公募期間で、一円硬貨だけで2,581点の応募があり、表面にあたる「若木」のデザインは当時京都府在住の中村雅美のものが、裏面にあたる「1」のデザインは当時大阪府在住の高島登二雄のものがそれぞれ選ばれ、1955年（昭和30年）1月13日に大蔵省より図案が発表された。なお、一円硬貨のデザイン一般公募に際して大蔵省は受賞者に対し賞金7万5000円を贈る事にしていたが、上記の通り受賞者が二人となったため、それぞれ半額の3万7500円を賞金として贈呈した。
1960年代は、高度経済成長に伴うインフレーションと自動販売機の普及によって、臨時補助貨幣が慢性的に不足して、一円硬貨の代わりにガムや金券が使用されたことがある。生産ラインが限られていたことから、当時の大蔵大臣・田中角栄の指示で、1963年（昭和38年）から1964年（昭和39年）にかけて、府中刑務所の懲役受刑者の刑務作業として、一円硬貨の製造作業を行なった。なお、生産過剰による製造休止のため、1968年（昭和43年）製の一円硬貨は存在しない。
1989年（平成元年）の消費税導入前は主にスーパーなどで10円単位以下の端数の価額表示(例：98円)の商品を購入した際の釣銭として流通していたが、消費税導入以降は税込み価額に端数が生じるため、五円硬貨とともに流通量が激増し、大量に製造されていた。しかし消費税が3%から5%に引き上げられた1997年（平成9年）以降は端数が5円単位となり需要が減少、それに伴って製造量も減らされており、特に2001年（平成13年）は802万4千枚しか製造されなかったため、同年製造分の未使用硬貨は、古銭商で額面を超える価格で取引されている。
さらにキャッシュレス決済の普及の影響も受けて2011年（平成23年）にはミントセット用の45万6千枚のみの製造にとどまり、一般流通用については1968年（昭和43年）以来43年ぶりに製造されなかった。なお同年は、五円硬貨・五十円硬貨も一円硬貨同様、ミントセット用のみである。翌2012年（平成24年）も一円硬貨・五円硬貨・五十円硬貨はミントセット用の65万9千枚のみの製造にとどまり、さらに翌2013年（平成25年）も「流通量は安定している」との判断から、ミントセット用の55万4千枚のみが製造された。
2014年（平成26年）には、同年4月1日より消費税が5%から8%へ引き上げられるため、一円硬貨の需要も高まるとみられることから、2013年度（平成25年度）中に2500万枚、2014年度（平成26年度）にはさらに1億6千万枚と、合わせて2億枚近くを造幣局が流通用として製造することとなった。しかしキャッシュレス決済の影響もあり需要は予想に反して伸び悩み、2016年（平成28年）以降は再びミントセット用のみの製造となり2024年現在に至る。平成から令和への元号の変わり目の年となった2019年（平成31年/令和元年）も、平成31年銘と令和元年銘の両者ともミントセット用のみの製造となり、現在のところ「令和」の元号が刻印された一円硬貨はミントセット用しか製造されていない。

### 逸話
昭和30年代半ば（1960年代前半）、臨時補助貨幣が慢性的に不足する中で釣り銭の代用品としてハリスが1枚1円の「おつりガム」をスーパーマーケットや駅売店向けに製造したことがある。
また、昭和30年代後半、成長の途上にあったダイエーは大勢の買い物客に渡す釣銭用の一円硬貨に事欠き、一円硬貨持参者に砂糖を半額で販売して一円硬貨を集めたが尚足りず、ダイエー独自の1円の金券を「発行」して釣銭支払いに充てた。だが、この金券がダイエー以外の商取引でも「通用」するようになり、神戸市中で1円として「流通」した。日本銀行神戸支店は慌てて金券発行を止めさせる一方でダイエーのメインバンクである東海銀行を通して一円硬貨を供給したが、日本銀行の手持ち分もじきに枯渇し、東海銀行が愛知県の熱田神宮と三重県の伊勢神宮の賽銭から一円硬貨をかき集めて神戸まで運んで供給した。

## 過去の一円硬貨
下記の貨幣は既に廃止済みであり、現在はいずれも法定通貨としての効力を有さない。

### 一円銀貨
1871年（明治4年）発行開始の旧一円銀貨（表面：竜図（阿竜）、裏面：菊紋・桐紋・日章・菊枝と桐枝）と、1874年（明治7年）発行開始の新一円銀貨（表面：竜図（阿竜）、裏面：菊紋・菊枝と桐枝）があり、いずれも品位：銀90%・銅10%、直径：37.575mm、量目：26.956gの規格である。新貨条例により発行され、当初は貿易用、のち事実上の本位銀貨となった。1897年（明治30年）製造終了。貨幣法施行に伴い、1898年（明治31年）4月1日限りで全ての一円銀貨は日本国内において通用停止となった。

### 一円金貨
品位：金90%・銅10%、量目：1.6667g、周囲にギザあり。他の旧金貨の表面が竜図となっているのと異なり、直径が小さいため表面は「一圓」の文字である。裏面には菊紋・桐紋・日章・菊枝と桐枝・錦の御旗（日月旗）・八稜鏡があしらわれている。新貨条例により本位金貨として発行された。1872年（明治5年）発行開始の大型のもの（直径13.515mm）と、1874年（明治7年）発行開始の小型のもの（直径12.121mm）がある。1880年（明治13年）製造終了。1897年（明治30年）以降は貨幣法附則第15条により額面の2倍である2円で通用した。五円以上の金貨と異なり、貨幣法に基づく額面1円の新金貨は発行されていない。通貨の単位及び貨幣の発行等に関する法律施行、貨幣法の廃止に伴い1988年（昭和63年）3月末で廃止された。
初期の大型版は明治4年銘のみ存在し、前期と後期の手替わりがあるが、前期の方が希少価値が高い。縮小版は明治7・9・10・13年銘が存在するが、縮小版はいずれも製造枚数・現存枚数が極めて希少であり、新しい極印と鋳造機の試験、並びにプルーフ硬貨の試作として鋳造されたと考えられている。なお、明治25年銘がシカゴ博覧会用に2枚のみ製造されている。

### 一円黄銅貨
1938年（昭和13年）に制定された臨時通貨法に、1948年（昭和23年）6月19日の改正で五圓と一圓の貨種を追加し、1948年（昭和23年）10月25日に発行を開始した。表面には「一円」と「橘」が、裏面には「1YEN」と「日本國」、製造年がデザインされている。五円硬貨と同じ組成の黄銅貨であったが原材料の高騰に伴い鋳潰される可能性が出てきたため、1950年（昭和25年）に製造終了し、小額通貨の整理及び支払金の端数計算に関する法律により銭・厘単位の通貨廃止と合わせて1953年（昭和28年）末を以て廃止された。これにより、有効な額面一円の法定通貨は事実上既に市中で流通していなかった一円金貨（但し通用価値は2円）を除くと一旦一円紙幣（当時発行中のものは二宮尊徳の肖像のA一円券。なお、明治期より発行されてきた額面一円の日本銀行券も有効）のみとなり、より高額な十円と五円の法定通貨が硬貨となっていたにもかかわらず一円が紙幣という状態となった。その後、1955年（昭和30年）からは現行の一円アルミニウム貨が発行されている。2023年（令和5年）現在、第二次世界大戦後に発行された円単位の硬貨で通貨として使用できないのは、この一円黄銅貨のみである。

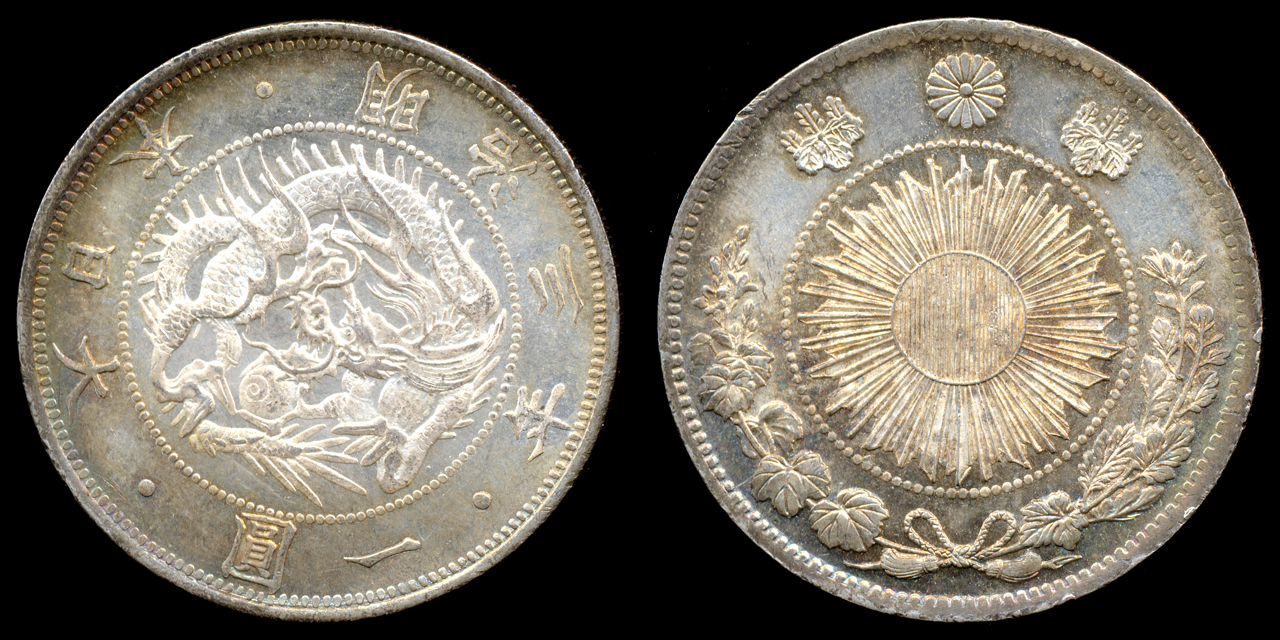
旧一円銀貨
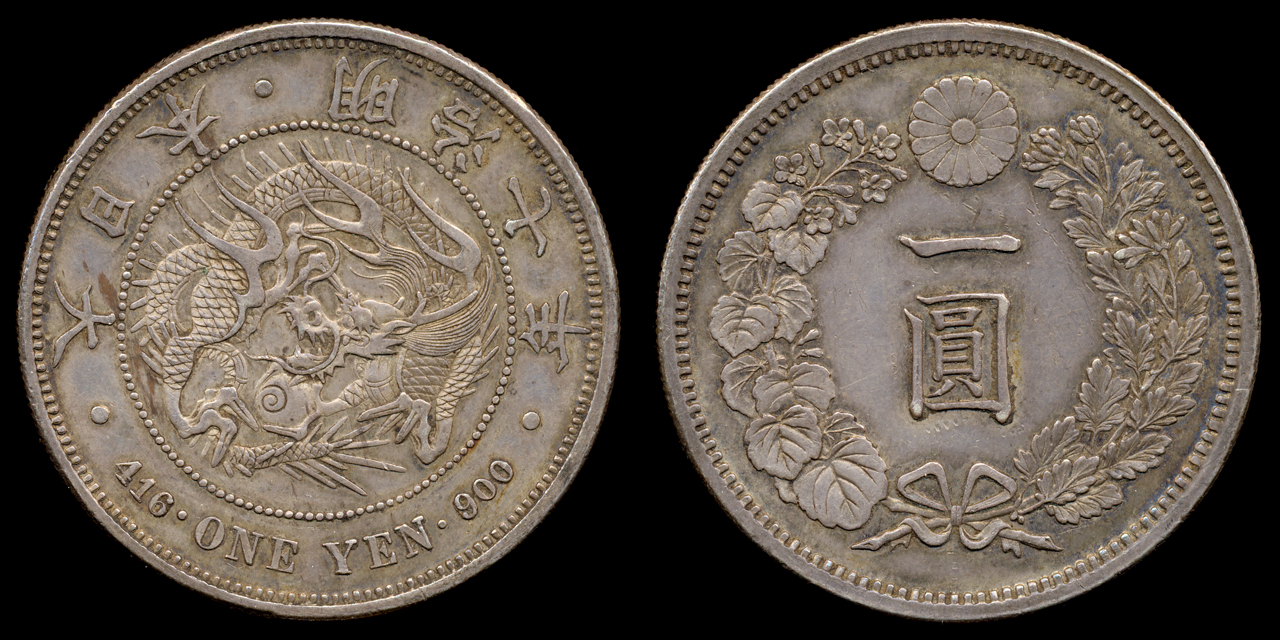
新一円銀貨
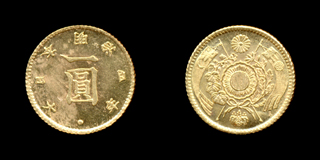
明治4年銘の旧一円金貨（大型）
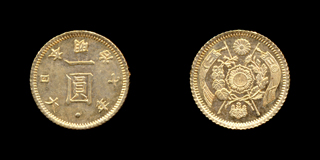
明治7年銘の旧一円金貨（小型）
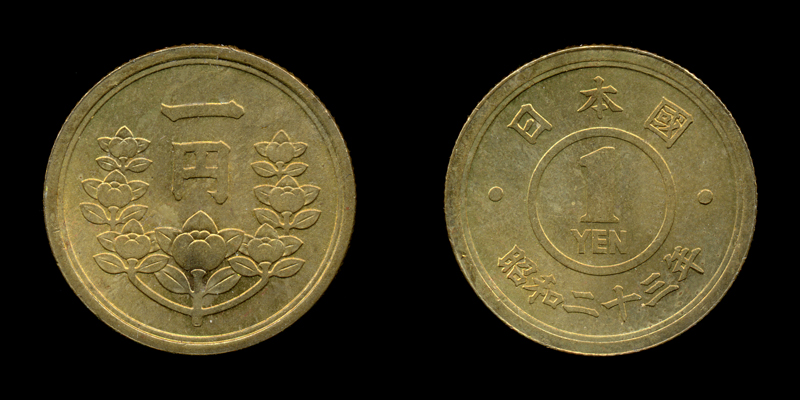
一円黄銅貨

## 未発行貨幣・試鋳貨幣等
- 一円金貨（品位：金90%・銅10%、直径：13.515mm、量目：1.6667g） - 明治3年銘。1871年（明治4年）に新貨条例で制定された当初のもので、他の旧金貨と同様に表面が竜図（阿竜）、裏面は発行されたものと同じであったが、小さすぎて竜図がうまく圧印できなかったことから発行されず、1872年（明治5年）に「一圓」の文字に改められたものが発行された。昭和5年版の『貨幣便覧』に掲載されているが、試作されていたとしても現在実物は現存していないと思われる。ちなみに同様に表面に竜図が入っている明治3年・4年銘の五銭銀貨も小さすぎて竜図の圧印の出来が悪かったが、こちらは発行されている（こちらも後に竜図が「五錢」の文字に改められている）。
- 一円銀貨（品位：銀90%・銅10%、直径：38.48mm、量目：25.5g） - 明治2年銘の毛彫の試作貨。表面は旧一円銀貨とほぼ同様だが、裏面は菊・桐各8交互連続模様となっている[30]。またこれと同規格の錫製の試作貨も存在する[30]。
- 一円銀貨（品位：銀90%・銅10%、直径：38.5mm、量目：26.6g） - 明治3年銘。表面は旧一円銀貨と同様で、裏面は菊・桐各8交互連続模様となっている。ロンドン造幣局により作成[31]。
- 一円銀貨（品位：銀90.2%・銅9.8%、量目：26.7g） - 明治7年銘。表面は大まかには新一円銀貨と同様だが、額面表記が大字の「壹圓」で、下部に西暦の「1874」の表記がある点が異なる。裏面は中央に竜図、上部に「日本明治七年」、下部に「416 GRAINS. 902 FINE.」「ONE DOLLAR」と表記されている[30]。
- 一円銀貨（直径：33.93mm） - 明治34年銘で、表面は発行された新一円銀貨と同様図だが、裏面は旭日のデザインである。補助貨幣とすることを想定して試作された。またその銅打試鋳貨も存在する[31]。
- 一円アルミ貨（品位：純アルミニウム、直径：20mm、量目：1g） - 昭和25年銘。昭和23年発行の一円黄銅貨と同様のデザインでアルミニウムで製作したもの[31]。
- 一円青銅貨（品位：銅95%・亜鉛4%・錫1%、直径：17.95mm、量目：2g） - 昭和26年銘。現行の十円青銅貨と同様の平等院・常盤木のデザイン[31]。
- 一円青銅貨（品位：銅・亜鉛・錫から成るが比率不明、直径：18mm、量目：2g） - 昭和26年銘。表面は戦前の一円紙幣に使用されていた武内宿禰と思われる人物の肖像があしらわれており、裏面には縦書きの「一円」の文字と年銘が入っている[31]。
- 一円青銅貨（品位：銅・亜鉛・錫から成るが比率不明、直径：21.00mm、量目：3.1g） - 昭和26年銘。表面には船図があしらわれており、裏面には縦書きの「一円」の文字と年銘が入っている[31]。
- 一円黄銅貨（品位：銅・亜鉛から成るが比率不明、直径：18mm、量目：2g） - 昭和26年銘。表面には船図があしらわれており、裏面には縦書きの「一円」の文字と年銘が入っている[31]。

## 変遷
下記、明治5年まではカッコ内の和暦は旧暦（天保暦）である。西暦（グレゴリオ暦）と並べて記載する。
- 1871年1月2日（明治3年11月12日）：太政官裁定において銀本位制案がまとめられ、本位貨幣としての一圓銀貨と補助貨幣としての金貨の品位等が定められる。
- 1871年1月17日（明治3年11月27日）：旧一円銀貨製造開始。
- 1871年6月27日（明治4年5月10日）：新貨条例制定。本位金貨として一圓金貨、貿易用の銀貨として一圓銀貨の品位等が定められる。
- 1871年（明治4年）：旧一円金貨（本位金貨）製造開始。
- 1871年9月3日（明治4年7月19日）：旧一円銀貨発行開始[32]。
- 1872年4月20日（明治5年3月13日）：旧一円銀貨製造終了。
- 1872年（明治5年）：旧一円金貨（本位金貨）発行開始[33]。
- 1874年（明治7年）：新一円銀貨発行開始。
- 1874年（明治7年）：旧一円金貨の直径を縮小し、やや小型のものに変更。
- 1880年（明治13年）2月：旧一円金貨製造終了[注 4]。
- 1897年（明治30年）3月：新一円銀貨製造終了。
- 1898年（明治31年）4月1日：前年の貨幣法施行に伴い、この日をもって全ての一円銀貨の日本国内における通用停止[注 3][33]。また、旧一円金貨は倍の2円で通用させる一方で、新しい一円金貨は非常に小型となり使用に不便を生ずることから発行せず。

（この間は日本銀行券の一円紙幣のみ製造発行）
- 1948年（昭和23年）6月19日：臨時通貨法を改正して五圓と一圓の貨種を追加
- 1948年（昭和23年）9月21日：一円黄銅貨の様式を制定[注 6][33]。
- 1948年（昭和23年）10月25日：一円黄銅貨発行開始[29]。図柄は橘。
- 1950年（昭和25年）：一円黄銅貨製造終了。
- 1953年（昭和28年）12月31日：この日をもって一円黄銅貨の通用停止。この硬貨は第二次世界大戦後に発行されているが、素材金属価格の高騰により鋳つぶしされる恐れがあったため、「小額通貨の整理及び支払金の端数計算に関する法律（小額通貨整理法）」により廃貨措置がとられて失効した。

（この間は日本銀行券の一円紙幣のみ製造発行）
- 1955年（昭和30年）3月16日：一円アルミニウム貨の様式を制定[注 8][33]。
- 1955年（昭和30年）6月1日：一円アルミニウム貨発行開始[2]。図柄は若木。
- 1968年（昭和43年）：生産過剰となったため、1年間製造を休止。
- 1988年（昭和63年）3月31日：翌日の通貨の単位及び貨幣の発行等に関する法律の施行に伴い、この日をもって一円金貨の通用停止[注 5]。
- 1988年（昭和63年）4月1日：通貨の単位及び貨幣の発行等に関する法律の施行により、従前は臨時補助貨幣として発行されていた一円アルミニウム貨は「貨幣とみなす臨時補助貨幣」として引き続き通用力を有することとなった。
- 2011年（平成23年） - 2013年（平成25年）：電子マネーの普及等により需要が減少したため、ミントセット向けを除き製造を休止。
- 2014年（平成26年）：消費税8パーセント引き上げに伴い、一般流通向けの製造を再開。
- 2016年（平成28年） - ：ミントセット向けを除き、再び製造を休止。

なお、1872年（明治5年）4月から1958年（昭和33年）10月1日までは一円紙幣が並行して発行されていた。

## 発行枚数推移
「独立行政法人造幣局 貨幣に関するデータ 年銘別貨幣製造枚数」より

## 一円硬貨を題材にした作品
- 歌
  - 『壱円玉よ永遠なれ!』（遠藤賢司、1989年（平成元年））
  - 『一円玉の旅がらす』（晴山さおり、1990年（平成2年））